# Rebound (TV-serie)
Rebound är en norsk ungdoms- och dramaserie som hade premiär i Norge den 9 januari 2025. Första säsongen som består av tio avsnitt är skapad Melike Leblebicioglu och Daniel Fahre.

## Handling
Serien handlar om Alex som när hon blir dumpad måste bygga upp sitt liv på nytt och hantera att vara ensam.

## Rollista (i urval)
- Mathilde Thomine Storm - Alex
- Björn Mosten - Lucas
- Arjan Nilsen - Mikkel
- Julie Grønning Rognmo - Frøydis
- Maria Wiik - Sara
- Tuva Børgedotter Larsen - Nora